# Andrea Feldman
Andrea Feldman (1. dubna 1948 New York City, New York, USA – 8. srpna 1972 tamtéž) byla americká herečka a jedna z superstars umělce Andyho Warhola. Hrála ve filmech **** (1967), Imitation of Christ (1967), Groupies (1970), Trash (1970) a Heat (1972). Zemřela po skoku z čtrnáctého patra. Toho dne si pozvala několik svých bývalých milenců (včetně básníka Jima Carrolla), kteří na ni čekali pod domem, z něhož skočila.